# Evans Blue
Evans Blue — рок-группа, образованная в Канаде в 2005 году. Выпустила 5 студийных альбомов, последний из которых вышел в апреле 2016 года.

## История

### Становление
Evans Blue — рок-группа, образованная в Канаде в 2005 году. Пять музыкантов из трех различных групп соединились через местную музыкальную доску сообщений. Та же самая доска для сообщений привлекла внимание продюсера Тревора Кустяка и его партнера Мари Дью из студии The Pocket Studios в Торонто, и вместе они начали работать в марте 2005 года.

### The Melody And The Energetic Nature Of Volume
Группа написала и записала свой дебютный альбом «The Melody And The Energetic Nature Of Volume», который был закончен к ноябрю 2005 года и выпущен в феврале 2006 года Hollywood Records. Первый сингл «Cold (But I`m Still Here)» много транслировался по радио, а также на эту песню сняли видеоклип. Дебютная запись провела несколько недель в ТОП-10 Billboard’s Heatseekers Chart и породила второй сингл — «Over».
Группа начала свой первый большой тур по Америке в конце марта 2006 вместе с Taproot. С тех пор они играли с такими известными рок-группами как Staind, Three Days Grace, Flyleaf и Breaking Benjamin. В самом начале тура их первый ударник, Дэррил, уехал посреди ночи, не сказав ни единого слова. Поэтому, пока замену не нашли, группе пришлось выступать только с акустическими версиями. Новым ударником стал Дэнни Ди из Бостона.
Группа продолжала своё турне по США, иногда заглядывая и в Канаду, выступая с такими группами как Mobile, Hot Hot Heat и Our Lady Peace.

### The Pursuit Begins When This Portrayal of Life Ends
После семимесячного тура Evans Blue вернулись домой, где они начали работать над своим вторым альбомом. Ударник Дэнни Ди также покинул группу и был заменен на Дэвиса Ховарда. В марте 2007 года группа была номинирована на премию Juno в номинации Лучшая Новая Группа.
Второй альбом группы под названием «The Pursuit Begins When This Portrayal of Life Ends» выходит в свет 24 июля 2007 года. Первый сингл с будущего альбома, «The Pursuit», дебютировал на радио 21 мая и проигрывается на myspace группы.
10 июля Evans Blue начали свой тур в поддержку альбома «The Pursuit Begins When This Portrayal of Life Ends».
1 августа появилось видео на первый сингл с альбома — The Pursuit, которое стало вторым в видеографии группы. После перерыва в один месяц группа возобновила свой тур 27 октября, совместно с Framing Hanley, Saving Abel и Neurosonic.
Вторым синглом с альбома «The Pursuit Begins When This Portrayal of Life Ends» стала композиция «Shine Your Cadillac».
Группа продолжила своё турне по Северной Америке вплоть до конца 2007 года, исполнив 31 декабря новую композицию — «Good Enough».

### Перерыв в творчестве и разногласия в группе
В начале 2008 года группа взяла небольшой перерыв, в то время как вокалист — Кевин Матисин, — занялся своим би-сайд проектом под названием Parabelle, совместно с группой Framing Hanley.
28 июля 2008 года стало известно о том, что Кевин Матисин отчислен из группы из-за его неспособности принимать хорошие решения для группы. Гитарист Паркер Лаусон сказал следующее: «У Кевина помимо музыкальных разногласий были разногласия и деловые. Он не принимал хороших решений для группы, и группа решила идти дальше без него».

### 2009: новый студийный альбом
В феврале 2009 года стало известно, что новым вокалистом группы стал Дэн Чендлер. Команда приступит к записи нового альбома, который выйдет 23 июня 2009 года под названием «Evans Blue». Звучание группы станет более тяжелым, новый вокал также станет мощнее.
Первый сингл с нового альбома — «Sick Of It», был выпущен на iTunes 31 марта и был продан тиражом более 30,000 копий. Песня попала на 1 место чарта радиостанции Sirius Satellite и заняла 2 строчку в итоговом хит-параде «Top Songs of 2009».
Следующий сингл — «Bulletproof», был выпущен в октябре 2009 года.

### 2012: Graveyard of Empires
17 апреля 2012 года Evans Blue выпустили новый альбом, состоящий из 12 треков:
01. This Time It’s Different
02. Crawl Inside
03. Thank You
04. Beyond The Stars
05. Graveyard Of Empires
06. Alone Not Lonely
07. In The Shadow
08. Live To Die
09. Destroy The Obvious
10. Warrior
11. Underwater
12. Halo

### 2016: Letters From The Dead
15 апреля 2016 Evans Blue выпускают новый альбом, состоящий из 13 треков: 01. A Letter From The Dead; 02. Comfortable With Hate; 03. Still I Remain; 04. Just Once; 05. iGod; 06. The World As Broken; 07. The Forgiver; 08. End Of Me; 09. Hold On; 10. Dead Amen; 11. Invisible Catastrophe; 12. Catch Me On Fire; 13. BS, Inc.
С тех пор группа долгое время не вела никакой деятельности.
10 августа 2021 года Чендлер опубликовал на Facebook-странице Evans Blue сообщение о том, что он спродюсировал альбом со своей "другой группой", Emissary Echo. Лаузон и Питтер указаны как участники группы.
В мае 2025 года, после длительного перерыва в творческой деятельности, Evans Blue планируют выступить на крупнейшем рок-фестивале Северной Америки Daytona International Speedway, где в течение 4 полных дней выступят более 150 групп.

## Состав

### Нынешний состав
- Дэн Чендлер — вокал (2009-настоящее время)
- Паркер Лаузон — ритм-гитара (2005-настоящее время)
- Влад Танаскович — соло-гитара (2005-настоящее время)
- Джо Питтер — бас-гитара (2005-настоящее время)

### Бывшие участники
- Кевин Матисин — вокал (2005—2008)
- Дэррил Браун — ударные (2005—2006)
- Дэвис Ховард — ударные (2007—2011)

## Дискография

### Студийные альбомы
| Год                                       | Альбом | Позиция | Позиция |
| Год                                       | Альбом | US 200  | US Heat |
| ----------------------------------------- | --- | ------- | ------- |
| 2006                                      | The Melody and the Energetic Nature of Volume - Релиз: 21 февраля 2006 - Лейбл: The Pocket/Hollywood Records - Формат: CD + DL       | 106     | 1       |
| 2007                                      | The Pursuit Begins When This Portrayal of Life Ends - Released: 24 июля 2007 - Label: The Pocket/Hollywood Records - Формат: CD + DL | 44      | —       |
| 2009                                      | Evans Blue - Released: 23 июня 2009 - Label: Sounds + Sights - Формат: CD + DL                                                       | —       | —       |
| 2012                                      | Graveyard of Empires - Released: 17 апреля 2012 - Label: Sounds + Sights - Формат: CD + DL                                           | 121     | —       |
| 2016                                      | Letters from the Dead - Released: 15 апреля 2016 года - Label: Sounds + Sights - Формат: CD + DL                                     | —       | —       |
| «—» denotes a release that did not chart. | |         |         |

### Синглы
| Год  | Название                    | US Main. | US Mod. | Альбом               |
| ---- | --------------------------- | -------- | ------- | -------------------- |
| 2005 | «Cold (But I’m Still Here)» | 4        | 28      | The Melody…          |
| 2006 | «Over»                      | 28       | —       | The Melody…          |
| 2006 | «Beg»                       | —        | —       | The Melody…          |
| 2007 | «The Pursuit»               | 12       | 32      | The Pursuit…         |
| 2007 | «Shine Your Cadillac»       | —        | —       | The Pursuit…         |
| 2009 | «Sick Of It»                | —        | —       | Evans Blue           |
| 2009 | «Bulletproof»               | —        | —       | Evans Blue           |
| 2010 | «Erase My Scars»            | —        | 27      | Evans Blue           |
| 2011 | «Say It»                    | —        | —       | Evans Blue           |
| 2011 | «This Time It’s Different»  | —        | 31      | Graveyard of Empires |
| 2011 | «Halo»                      | —        | —       | Graveyard of Empires |

### Концертные альбомы
- 2007 — The Unplugged Melody